# Mariä Himmelfahrt (Glattbach)

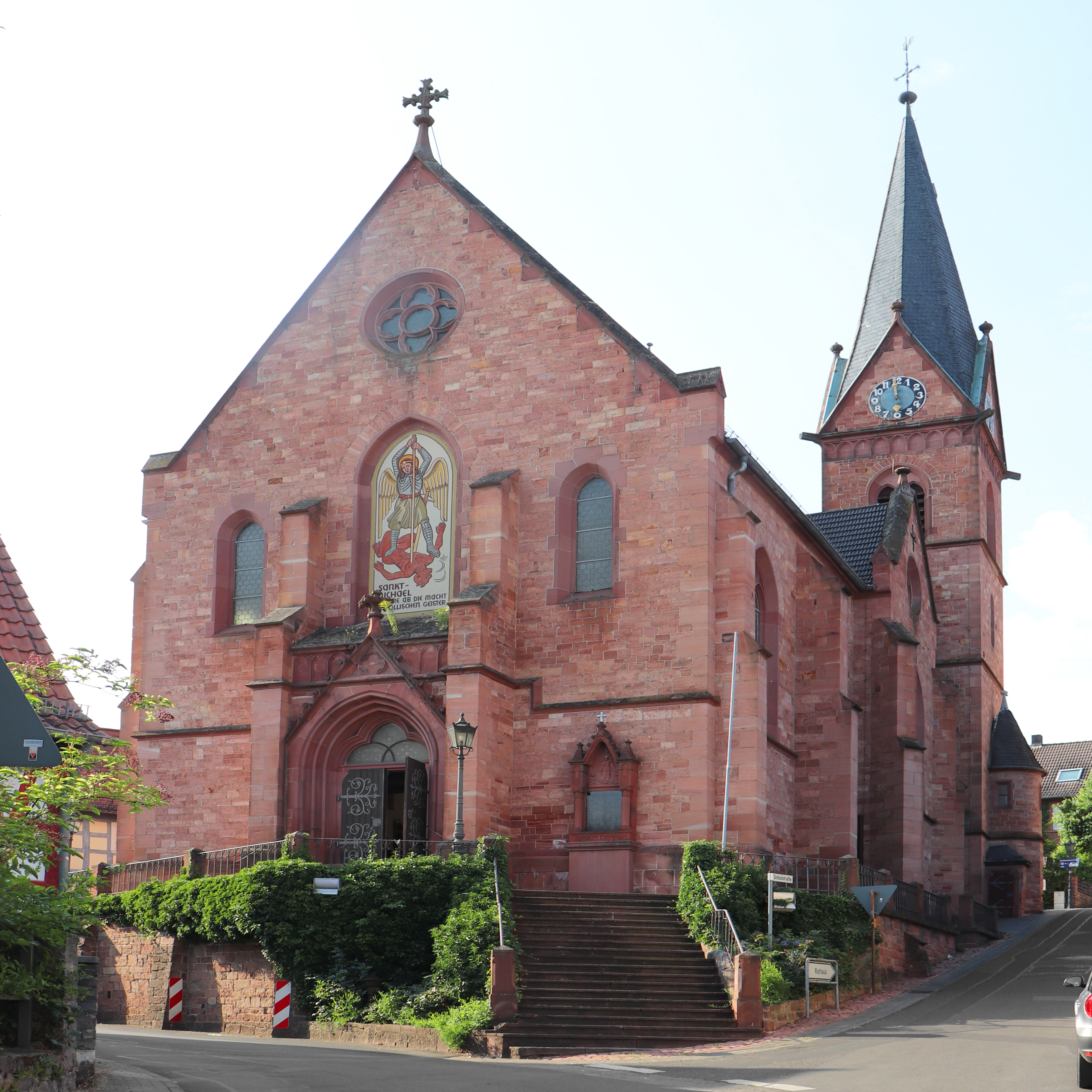
Mariä Himmelfahrt (Glattbach)

Die römisch-katholische Pfarrkirche Mariä Himmelfahrt ist ein denkmalgeschütztes Kirchengebäude, das in Glattbach steht, einer Gemeinde im Landkreis Aschaffenburg (Unterfranken, Bayern). Das Bauwerk ist unter der Denkmalnummer D-6-71-120-2 als Baudenkmal in der Bayerischen Denkmalliste eingetragen. Die Pfarrei gehört zur Pfarreiengemeinschaft St. Maria und Johannes der Täufer (Johannesberg) im Dekanat Aschaffenburg-West des Bistums Würzburg. Mit dem Neubau eines Gemeindezentrums in den 1970er Jahren wurde die Kirche profaniert. In den 1990er Jahren wurde die Profanierung rückgängig gemacht.

## Beschreibung
Die neugotische Saalkirche aus Quadermauerwerk wurde 1901/02 anstelle eines Vorgängerbaus von 1727 gebaut, von dessen Kirchenausstattung Reste erhalten sind. Im Norden des Langhauses, dessen Wände von Strebepfeilern gestützt werden, befindet sich ein eingezogener Chor, an dessen Ostwand der Chorflankenturm steht. An den Längsseiten des Langhauses befindet sich je ein Risalit, die ein kurzes Querschiff bilden. Das oberste Geschoss des Turms beherbergt hinter den Klangarkaden den Glockenstuhl. Zwischen seinen Giebeln mit den Zifferblättern der Turmuhr erhebt sich ein achtseitiger, schiefergedeckter, spitzer Helm. Die Orgel mit 17 Registern, 2 Manualen und einem Pedal, die 1880 von Martin Joseph Schlimbach gebaut wurde, hat 1985 Horst Hoffmann restauriert.